# Barbaziano
Barbaziano (... – Ravenna, V secolo) è stato un religioso romano, attivo a Ravenna al tempo di Galla Placidia. La Chiesa cattolica lo venera come santo e lo ricorda il 31 dicembre.

## Agiografia

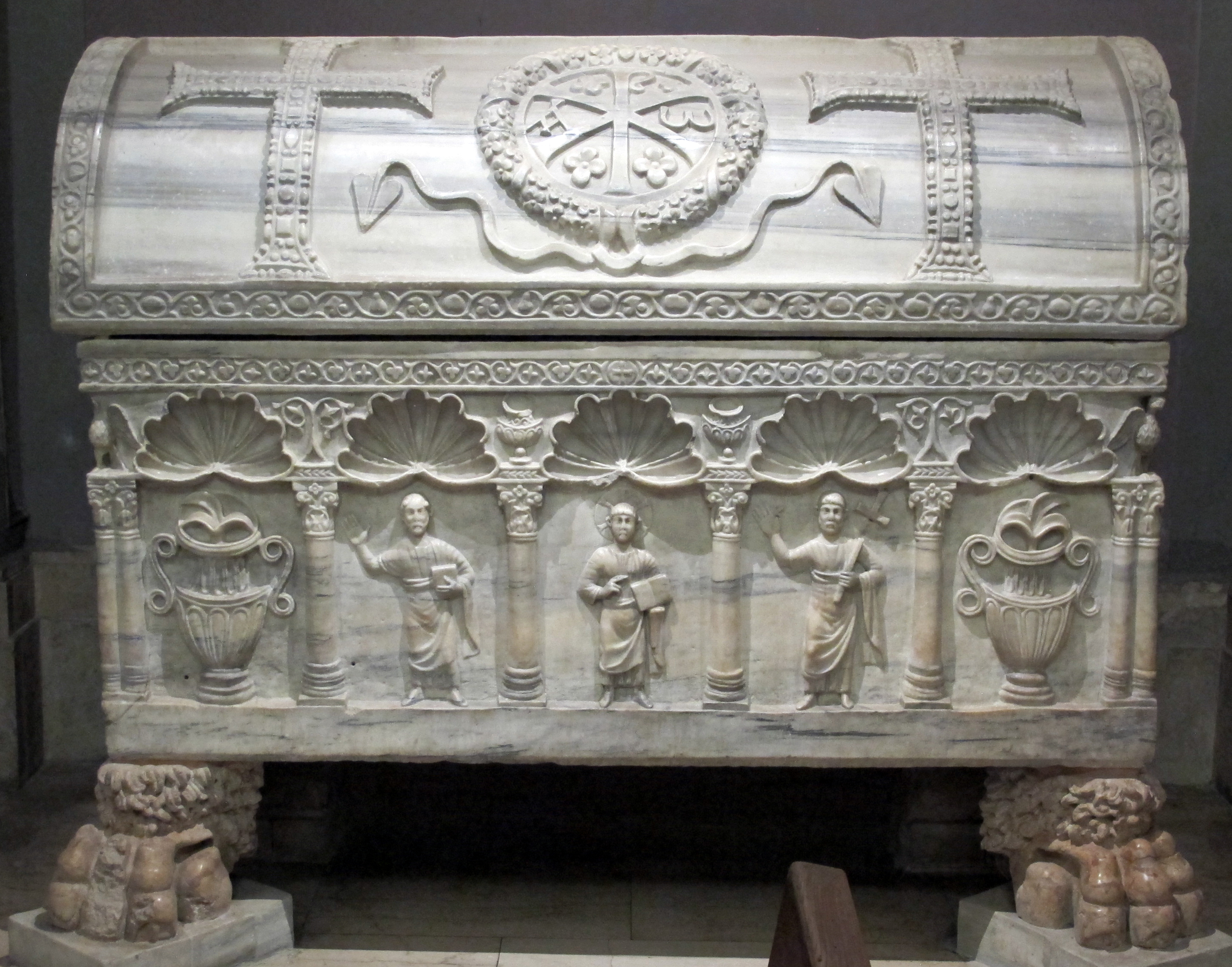
Duomo di Ravenna, sarcofago di san Barbaziano

Quello che sappiamo di Barbaziano è raccontato negli Acta sancti Barbatiani presbiteri et confessoris, scritti certamente prima dell'XI secolo, in quanto hanno poi ispirato il sermone LXV di Pier Damiani composto in onore di Barbaziano. 
Secondo gli Acta, Barbaziano, antiocheno d'origine, sarebbe giunto a Roma agli inizi del V secolo per dedicarsi a una vita di preghiera e di penitenza nel cimitero di Callisto. Operò numerosi miracoli e la sua fama di santità giunse all'imperatrice Galla Placidia, che lo volle come suo padre spirituale e lo portò con sé a Ravenna. Qui Barbaziano costituì una comunità di monaci ed edificò un monastero (San Giovanni Battista).  
Ma gli Acta, è stato dimostrato, sono solo un romanzo agiografico, composto da un ignoto romano residente a Ravenna, che avrebbe assemblato una serie di vicende e di miracoli da altri santi, forse in occasione delle traslazione dei resti del santo dal monastero alla Cattedrale. 
Secondo il Testi Rasponi, Barbaziano fu in realtà un prete ravennate del Monastero di San Giovanni Battista, morto dopo Teodorico (m. 526) e poi venerato dai ravennati. 

## Culto
Il Martirologio Romano celebra la sua memoria il 31 dicembre: "A Ravenna, san Barbaziano, sacerdote". 
Alla morte di Barbaziano tanto l'imperatrice, Galla Placidia, quanto il vescovo di Ravenna, Pier Crisologo, si sarebbero curati che egli venisse tumulato nel suo monastero, che poi si sarebbe chiamato dei SS. Giovanni e Barbaziano. 
Le sue reliquie sono conservate nella cattedrale di Ravenna in un sarcofago del VI secolo.
A Bologna vi fu una chiesa parrocchiale, retta dai canonici lateranensi prima e dagli eremitani di San Girolamo poi, soppressa nel 1806, dedicata al santo. La tradizione vorrebbe che la sua fondazione sia avvenuta per volere di San Petronio nel 432, anche se le prime testimonianze certe risalgono solo al XII secolo.